# Nissafors

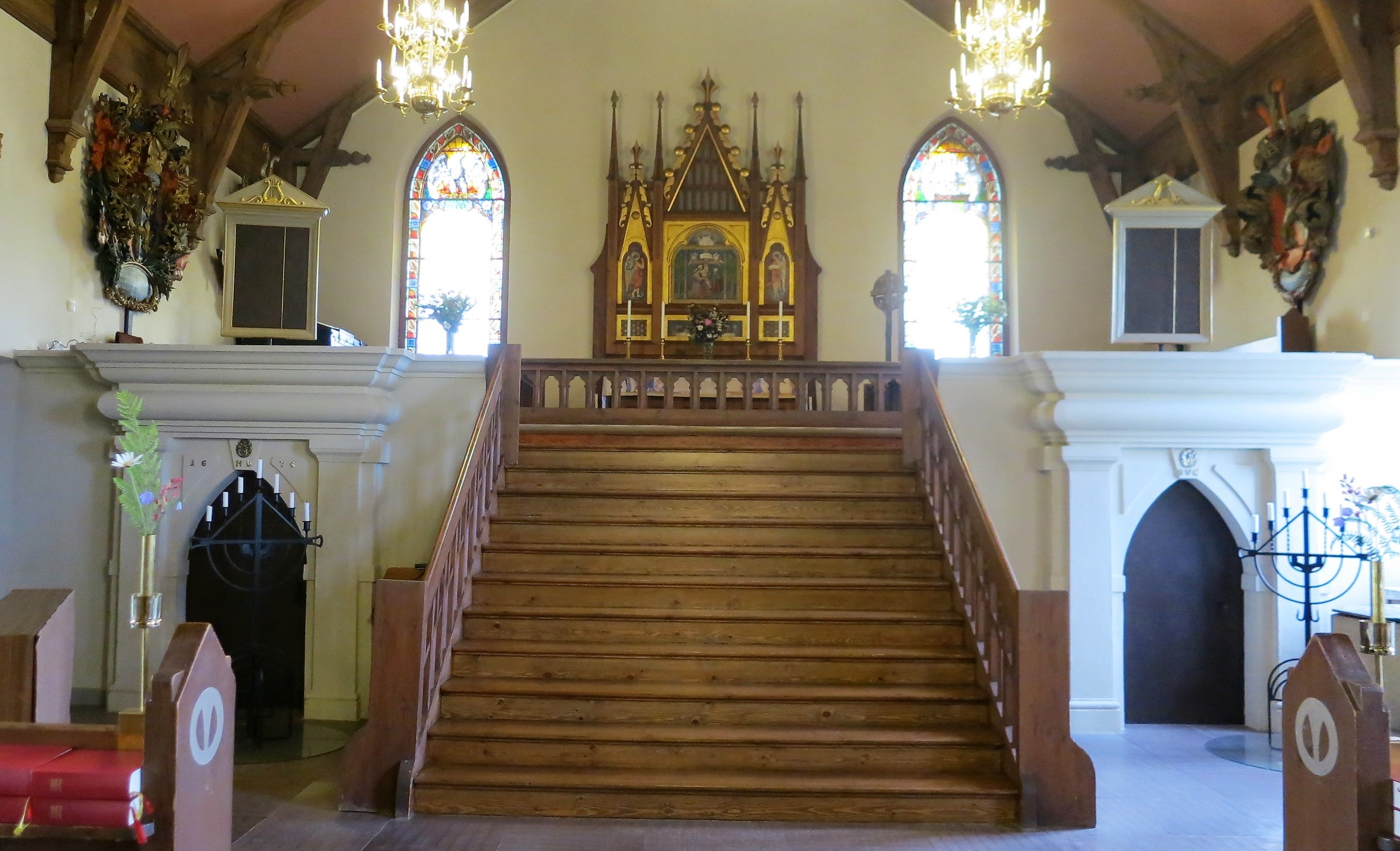
Interiör från Källeryds kyrka

Nissafors är en tätort i Källeryds socken i Gnosjö kommun, Jönköpings län.
Orten var ett brukssamhälle, vars järnbruk grundades 1725. Under mitten av 1800-talet producerade Nissafors järnbruk omkring 2000 ton stångjärn och smidesprodukter per år. Den dåvarande bruksherren dog barnlös 1892 och bruket stod utan ägare. År 1902 upphörde all drift vid bruket. Sedan 1970 finns istället Isabergs Golfklubb på platsen.
I sydöstra delen av Nissafors ligger Källeryds kyrka och församlingshem. Kust till kust-banan Kalmar-Växjö-Göteborg går genom orten. Länsväg 151 löper strax utanför orten.

## Historia

### Ortnamnet
År 1411 benämns området som Keldarydh. Förleden innehåller ordet kelda som betyder källa och efterleden rydh som betyder röjning.
Nissafors kallades tidigare Källeryd, men när orten försågs med en järnväg byttes namnet för att inte förväxlas med Källeryd i Herrljunga kommun.

### Järnbruket bildas
Redan på 1660-talet fanns det en idé om att starta ett järnbruk i området, men eftersom diplomaten Magnus Durell, som tilldelats Källerö by (numera Nissafors) av drottning Kristina, inte kom åt den mark väster om fallet vid Nissan så förverkligades inte idéerna den gången. Istället uppfördes Källeryds kyrka år 1672. Det var en stenkyrka som invigdes den 12 december 1675 av biskopen i Växjö stift, Jonas Johannis Scarinius. Den äldre träkyrkan var då förfallen.
Nissafors bruk bildades den 12 juli 1725 av Johan Camitz och Nils Silverskiöld, som tidigare köpt mark i området. Tabergsgruvan försåg bruket med järnmalm och en masugn byggdes mellan platserna. Bönderna runt Nissafors bruk var skyldiga att leverera träkol till låga, fastställda priser och detta tvång utarmade många bönder. 1748 förstärktes stödet till järnbruken genom en kunglig förordning som begränsade stångjärnsproduktionen. Under 1700-talet var Storbritannien den största kunden och länge beroende av järnmalmsimport från Sverige.
Camitz avled 1741 och Silfverskiöld 1753. Därefter ägdes bruket av 16 arvingar; varav en av dem, Samuel Löfvenskjöld, köpte ut de övriga släktingarna 1784. Han köpte upp skogshemman så att han till slut ägde alla 20 000 hektar.

### Järnbrukets höjdpunkt och nedläggning

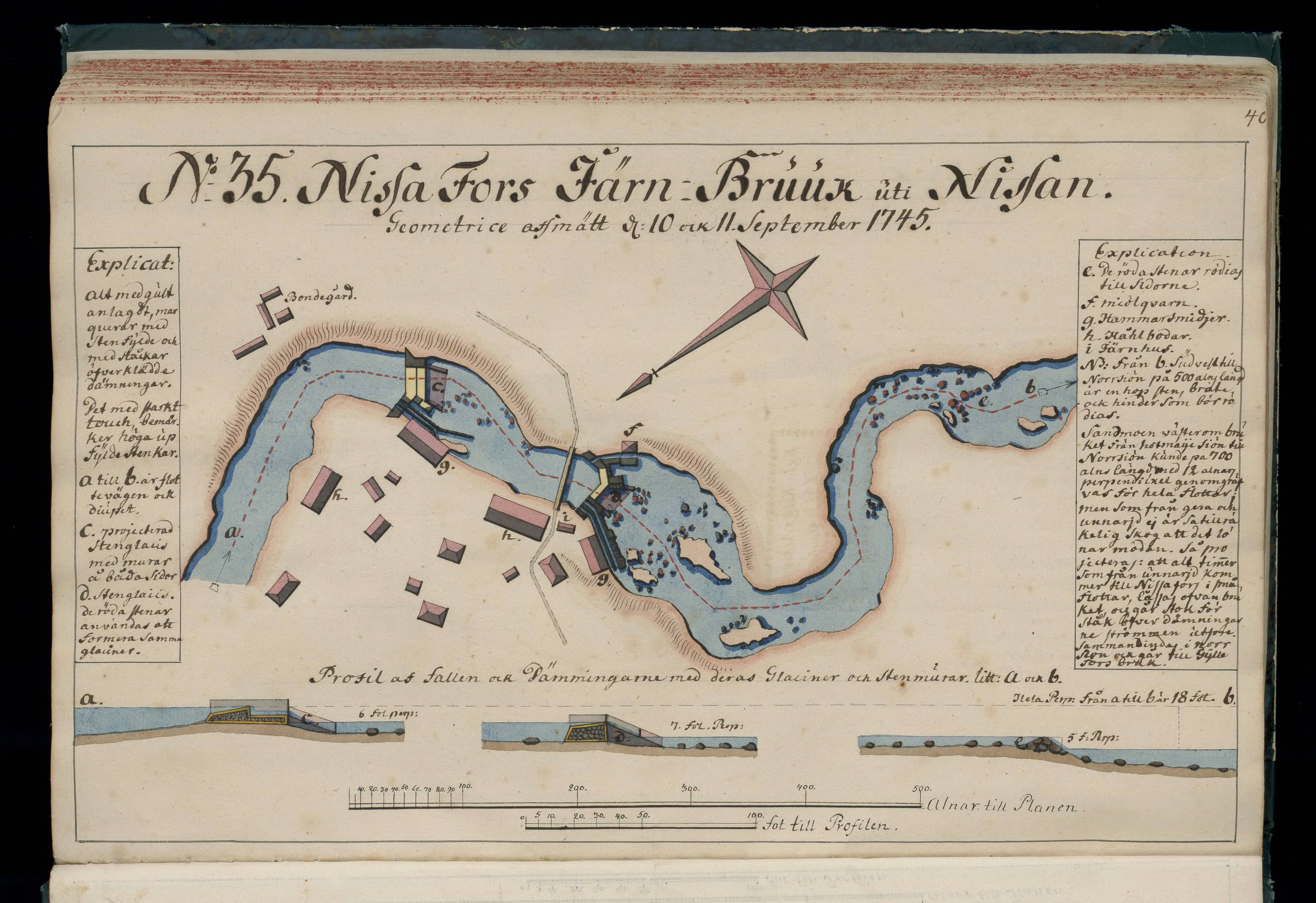
Karta över Nissafors järnbruk från 1745.

Vid 1800-talets mitt var det goda tider för bruket då det varje år producerades omkring 2000 ton stångjärn och smidesprodukter. Under 1800-talets senare del ökade dock konkurrensen inom järnhanteringen; engelsmännen hade förfinat sättet att producera järn och större bruk krävdes för att få lönsamhet. Denna konkurrens, samt en lågkonjunktur, slog hårt mot bruket. Den dåvarande bruksherren dog barnlös 1892 och Nissafors bruk stod utan ägare. År 1902 upphörde all drift vid bruket. Sedan 1970 finns Isabergs Golfklubb på platsen, men några av de gamla byggnaderna finns kvar än idag.
År 1904 brann Källeryds kyrka, men återuppfördes åren 1904 till 1906, då de gamla murarna behölls.

### Strandudden
Under 2000-talet har Mikael och Anneli Eliasson påbörjat ett projekt vid den närliggande Vikaresjön som de kallar för "Sveriges första grindsamhälle." Mikael Eliasson var tidigare VD för ett amerikanskt olje- och gasföretag men sålde sin andel 2011.
Iden till projektet föddes 2003 och bygget var först menat att vara färdigt 2018, sedan 2022. Projektet hindrades bland annat av en bygglovstvist med det intilliggande företaget JD Stenqvist, men försäljningen gick också trögt då efterfrågan inte var särskilt hög.
År 2022 dömdes ägarna till Strandudden för skatteflykt i förvaltningsrätten. Personerna bakom grindsamhället hade med hjälp av en stiftelse i Liechtenstein försökt undvika beskattning i Sverige både när det gällde finansieringen av projektet och sitt eget uppehälle.
Inga hus har byggts på Strandudden, men området omringas fortfarande av en 2,45 meter hög mur.

## Befolkningsutveckling
| Befolkningsutvecklingen i Nissafors 1950–2020           | Befolkningsutvecklingen i Nissafors 1950–2020 | Befolkningsutvecklingen i Nissafors 1950–2020 | Befolkningsutvecklingen i Nissafors 1950–2020 | Befolkningsutvecklingen i Nissafors 1950–2020 |
| ------------------------------------------------------- | --------------------------------------------- | --------------------------------------------- | --------------------------------------------- | --------------------------------------------- |
|                                                         |                                               |                                               |                                               |                                               |
| År                                                      |                                               |                                               | Folkmängd                                     | Areal (ha)                                    |
| 1950                                                    | 1950                                          |                                               | 264                                           | ##                                            |
| 1960                                                    | 1960                                          |                                               | 329                                           |                                               |
| 1965                                                    | 1965                                          |                                               | 373                                           |                                               |
| 1970                                                    | 1970                                          |                                               | 374                                           |                                               |
| 1975                                                    | 1975                                          |                                               | 351                                           |                                               |
| 1980                                                    | 1980                                          |                                               | 358                                           |                                               |
| 1990                                                    | 1990                                          |                                               | 348                                           | 63                                            |
| 1995                                                    | 1995                                          |                                               | 335                                           | 63                                            |
| 2000                                                    | 2000                                          |                                               | 364                                           | 63                                            |
| 2005                                                    | 2005                                          |                                               | 313                                           | 63                                            |
| 2010                                                    | 2010                                          |                                               | 285                                           | 62                                            |
| 2015                                                    | 2015                                          |                                               | 273                                           | 50                                            |
| 2020                                                    | 2020                                          |                                               | 301                                           | 50                                            |
| Anm.: ## Som tätort/befolkningsagglomeration 1920–1950. |                                               |                                               |                                               |                                               |

## Personer med anknytning till Nissafors
- Uno Svenningsson, artist i popgruppen Freda'. (Uppvuxen i Hagelstorp nära Nissafors).
- Björn Wennerwald, fotograf. (Äger ett sommarhus i Nissafors).
- Samuel Hellström, skådespelare.[4]